# Collines (Benin)
Collines (deutsch Hügel) ist ein Département Benins mit der Hauptstadt Savalou. Die Stadt wurde allerdings noch nicht offiziell zur Hauptstadt ernannt, nimmt aber sämtliche Hauptstadtfunktionen wahr.

## Geschichte
Collines entstand 1999 durch die Trennung von dem Departement Zou.

## Geografie
Das Departement liegt in der Mitte des Landes und grenzt im Nordwesten an das Departement Donga, im Nordosten an das Departement Borgou, im Südwesten an das Departement Zou, im Südosten an das Departement Plateau, im Westen an Togo und im Osten an Nigeria.

### Gliederung
Collines ist in folgende Kommunen gegliedert:

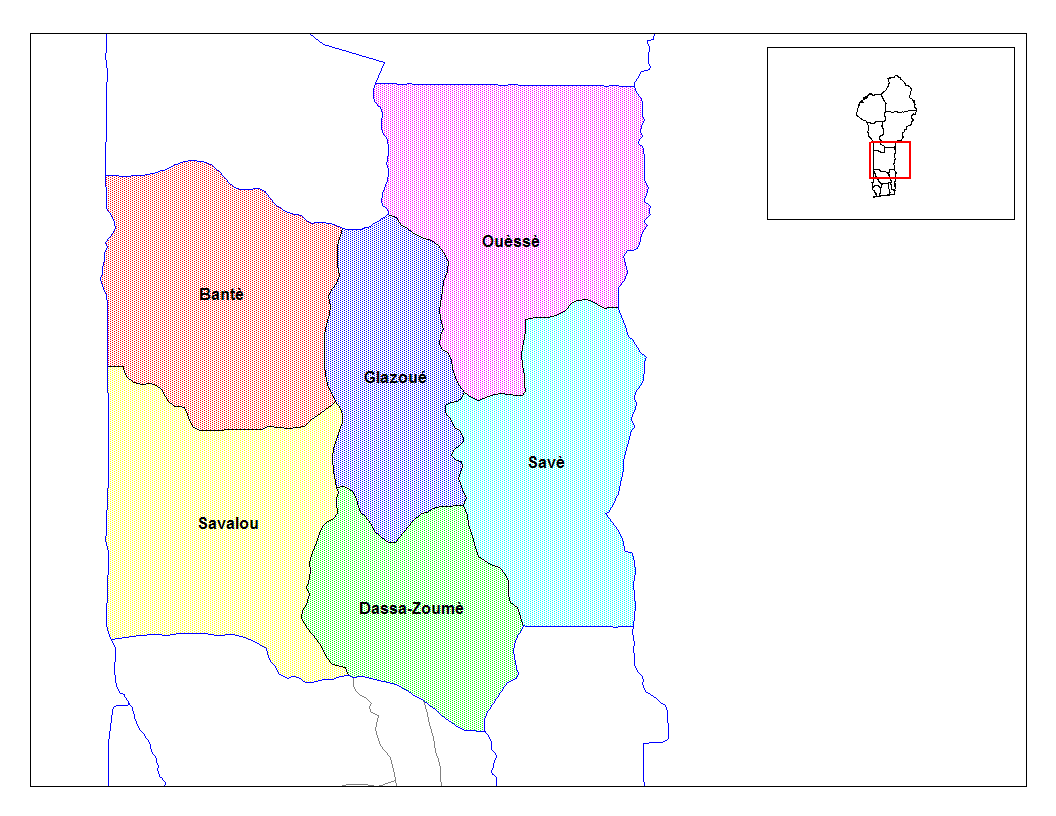
Kommunen von Collines

- Bantè
- Dassa-Zoumè
- Glazoué
- Ouèssè
- Savalou
- Savè

## Bevölkerung
Bei der letzten Volkszählung 2013 zählte das Departement 717.477 Einwohner.

### Bevölkerungsentwicklung
| Jahr        | Einwohnerzahl |
| ----------- | ------------- |
| Zensus 1979 | 217.075       |
| Zensus 1992 | 340.284       |
| Zensus 2002 | 535.923       |
| Zensus 2013 | 717.477       |

### Volksgruppen
Die größten Völker sind die Nagot mit 26,5 %, die Mahi mit 25,7 %, die Idaasha mit 14,9 %, die Fon mit 13,0 % und die Ife mit 4,8 % Anteil an der Gesamtbevölkerung.

### Religionen
Mit fast drei Fünfteln (genau 59,3 %) sind die Anhänger des Christentums mittlerweile in der Mehrheit (darunter 66 % Katholiken und 14 % Methodisten). Mit 14,1 % Bevölkerungsanteil hat sich auch der Islam eine gewisse Basis geschaffen. Von den traditionellen Religionen ist der Voudou-Kult mit 14,3 % die größte Einzelreligion. Auch ein Teil der Christen dürfte insgeheim noch diesen Kult ausüben.